# 安德鲁·内姆布哈德
安德鲁·威廉·内姆布哈德（Andrew William Nembhard，2000年1月16日—），加拿大男子篮球运动员，现效力于印第安纳步行者。

## 生平
安德鲁·内姆布哈德来自加拿大，高中时曾在佛罗里达的蒙特沃德学院打球，于2018年加入佛罗里达大学打球。在佛罗里达大学打了两年后，于2020年转校至贡萨加大学。此前他曾在2019年和2020年两次宣布参加NBA选秀，但最终都选择退出。
在2021年NCAA锦标赛上，贡萨加大学在总决赛中不敌貝勒大學，获得亚军。他在贡萨加大学打了两年球后，进入2022年NBA选秀，在第2轮总第31顺位被印第安纳步行者选中。